# Monumento nacional de las Ruinas Aztecas
El monumento nacional de las Ruinas Aztecas (en inglés, Aztec Ruins National Monument) es un monumento nacional de los Estados Unidos localizado en el noroeste del estado de Nuevo México y protege una zona de unas estructuras ancestrales de los Indios pueblo. Se encuentra cerca de la ciudad de Aztec y al noreste de Farmington, no lejos del río Animas. Las ruinas Salmón y el parque Heritage, con más estructuras ancestrales, se hallan a poca distancia al sur, justo al oeste de Bloomfield y a orillas del río San Juan.
Los edificios datan de los siglos XI al XIII, y la atribución de fantasía que se le da de los aztecas se remonta a los primeros pobladores de Estados Unidos a mediados del siglo XIX.
El lugar fue declarado «monumento nacional de las Ruinas Aztecas» el 24 de enero de 1923 por proclamación presidencial de Warren G. Harding, y con un cambio de límites fue rebautizado como «ruinas» el 2 de julio de 1928. Como propiedad histórica del Servicio de Parques Nacionales, el monumento nacional fue listado administrativamente en el Registro Nacional de Lugares Históricos el 15 de octubre de 1966. Las Ruinas Aztecas fue añadido a la lista de Patrimonio de la Humanidad de la Unesco, como parte del Parque Nacional Histórico de la Cultura Chaco el 8 de diciembre de 1987.